# Jean-Baptiste Louis Élisabeth Le Boursier
Pour les articles homonymes, voir Boursier.
Jean-Baptiste Louis Élisabeth Le Boursier est un architecte français du XVIIIe siècle. Élève d'Antoine Matthieu Le Carpentier, il recueillit une partie de sa clientèle, travaillant notamment pour le fermier général Étienne-Michel Bouret à la chaussée d'Antin, au faubourg Saint-Honoré ainsi que dans son domaine de Croix-Fontaine. Deux de ses réalisations ont été conservées : l'hôtel Thiroux de Montsauge, construit en 1777 pour le fermier des Postes, Denis-Philibert Thiroux de Montsauge, gendre de Bouret, et l'hôtel de Broglie, rue de Varenne, construit en 1782 pour le maréchal de Broglie.

## Biographie
Élève d'Antoine Matthieu Le Carpentier, Le Boursier publia en 1764 un projet pour une nouvelle salle d'opéra entre le Palais-Royal et la rue des Bons-Enfants qu'il présenta au duc d'Orléans. Il soumit également à l'Académie royale d'architecture un projet de Palais pour les Muses destiné au logement d'un amateur d'art, dédié au marquis de Marigny et un Monument à la Paix dédié à Louis XV.
Sur la recommandation de Le Carpentier, il fut engagé par le fermier général Étienne-Michel Bouret (1709-1777), pour qui il construisit deux maisons sur un terrain situé du côté pair de la chaussée d'Antin que le financier avait acquis le 15 septembre 1768 des Mathurins : Bouret se réserva l'une des deux et vendit l'autre à l'ambassadeur de Naples. Le financier lui commanda ensuite, en 1772, deux pavillons d'entrée pour le Pavillon Royal, que Le Carpentier lui avait construit près de son château de Croix-Fontaine en forêt de Sénart. Celui qui servait d'orangerie a été conservé alors que le château principal a été détruit.
Bouret l'engagea ensuite dans une complexe opération de lotissement sur de vastes terrains qu'il avait acquis en plusieurs transactions, entre 1767 et 1769, des héritiers de Julien de La Faye, et qui s'étendaient entre la rue du Faubourg-Saint-Honoré au nord, l'avenue des Champs-Élysées au sud, le Palais de l'Élysée à l'ouest et ce qui est aujourd'hui l'hôtel de Pontalba, et qui était alors l'hôtel de Poyanne, à l'est. Bouret céda une parcelle de terrain à la marquise de Brunoy qui y fit construire un célèbre hôtel par Étienne-Louis Boullée. Sur les terrains dont il conserva la propriété, il fit bâtir lui-même cinq hôtels (hôtels Bouret ou d'Andlau, de Sabran, de Saxe, et deux hôtels de Villemorien), dont un par Mathurin Cherpitel et au moins trois, probablement quatre par Le Boursier. L'histoire, très complexe, de cette opération, dont ne subsistent que quelques vestiges rendus méconnaissables dans le bâti haussmanien, n'est pas entièrement documentée. 

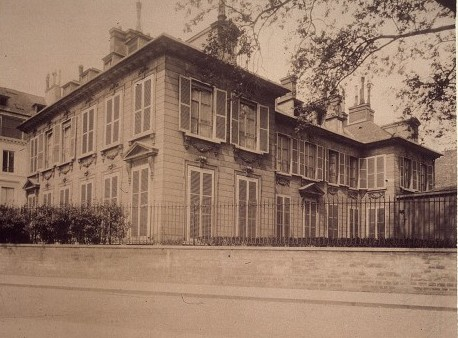
Hôtel Thiroux de Montsauge (emplacement originel). Photographie par Eugène Atget, 1906.

Ces commandes permirent à Le Boursier d'acquérir une aisance suffisante pour acheter en 1774 l'hôtel d'Angoulême Lamoignon, rue Pavée, dans le quartier du Marais.
En 1777, il construisit pour le financier Denis-Philibert Thiroux de Montsauge, fermier des Postes, gendre d'Étienne-Michel Bouret, un hôtel situé à l'angle de l'avenue des Champs-Élysées et de la rue La Boétie, plus proche d'une folie que d'une maison de ville, avec ses façades inspirées par les élévations latérales du château du Marais, que venait de bâtir Jean Benoît Vincent Barré. Cet hôtel a été déplacé en 1929 et reconstruit rue du Faubourg-Saint-Jacques.
Toujours en 1777, Le Boursier édifia rue de Bourbon, pour le maître-menuisier Jean Desjardins, deux maisons dont un hôtel qui fut loué à Jacques Stuart, grand amiral des Indes, marquis de la Jamaïque, puis au duc de Berwick. Cet hôtel a été détruit lors du percement de la rue de Solférino.
En 1782, il remania largement ou reconstruisit l'hôtel de Broglie, n° 73, rue de Varenne, pour le maréchal de Broglie. Cet hôtel avait été bâti en 1752 pour les ducs de Broglie par Pierre Mouret sur l'emplacement d'un hôtel construit en 1704 pour le comte de Langonnay et remanié en 1711 par Germain Boffrand. Le projet de Le Boursier fut déposé devant la chambre des Bâtiments le 22 mai 1782. Le principal corps de logis comporte onze travées, un étage, un attique et un toit-terrasse dissimulé par une balustrade. Pour assurer l'étanchéité de celui-ci, Le Boursier utilisa le ciment du chevalier d'Estienne, encore insuffisamment au point puisque des craquelures se produisirent dès le premier hiver qui contraignirent le chevalier de refaire la chape à ses frais. 
L'hôtel de Broglie a été, sous l'Empire, la résidence de Charles-François Lebrun, duc de Plaisance. On pense que c'est cet hôtel qui a inspiré à Stendhal la description – au demeurant succincte – de l'hôtel de La Môle dans Le Rouge et le Noir : 

« La gravité du portier et surtout la propreté de la cour l’avaient frappé d’admiration. Il faisait un beau soleil.
— Quelle architecture magnifique ! dit-il à son ami.
Il s’agissait d’un de ces hôtels à façade si plate du faubourg Saint-Germain, bâtis vers le temps de la mort de Voltaire. Jamais la mode et le beau n’ont été si loin l’un de l’autre. »

— Stendhal, Le Rouge et le Noir - tome II - chap. 1er
En 1786, Le Boursier construisit l'hôtel de Chalais, rue de l'Université, pour Élie Charles de Talleyrand-Périgord, prince de Chalais et la princesse, née Marie-Caroline de Poyanne de Baylens, sur un terrain acquis de l'architecte Florentin Gilbert. La négociation ne fut conclue qu'en avril 1786 alors que le prince avait obtenu son permis de construire dès le 13 décembre 1785. Le plan et l'élévation sur rue ont été conservés. Le portail était encadré de colonnes doriques nichées. L'hôtel fut transformé pour le maréchal Soult par Trou dit Henry, et démoli à la fin du XIXe siècle.